# الكويت في ألعاب التضامن الإسلامي 2021
شاركت الكويت في دورة ألعاب التضامن الإسلامي 2021 التي أقيمت في قونيا بتركيا خلال الفترة من 9 إلى 18 أغسطس 2022.
أعيد جدولة الألعاب عدة مرات. في مايو 2021، أرجأ الاتحاد الدولي للرياضات الإلكترونية الحدث إلى أغسطس 2022 مشيرًا إلى حالة جائحة كوفيد-19 في الدول المشاركة.

## الحائزون على الميداليات
| الميدالية | الاسم                         | الرياضة     | المنافسة               | التاريخ  |
| --------- | ----------------------------- | ----------- | ---------------------- | -------- |
| ذهبية     | عبد الرحمن الفيحان            | الرماية     | الحفرة – رجال          | 12 أغسطس |
| ذهبية     | منصور الرشيدي                 | الرماية     | الحفرة – سيدات         | 12 أغسطس |
| ذهبية     | سارة الحول                    | الرماية     | السكيت – رجال          | 13 أغسطس |
| ذهبية     | عيسى الزنكوي                  | ألعاب القوى | رمي القرص – رجال       | 11 أغسطس |
| فضية      | طلال الرشيدي                  | الرماية     | الحفرة – رجال          | 12 أغسطس |
| فضية      | سارة الحول طلال الرشيدي       | الرماية     | الحفرة – فرق مختلطة    | 12 أغسطس |
| فضية      | إيمان الشماع عبد العزيز السعد | الرماية     | السكيت – فرق مختلطة    | 16 أغسطس |
| فضية      | سعيد جعفر العلي               | الدراجات    | ضد الساعة فردي – رجال  | 14 أغسطس |
| برونزية   | يعقوب اليوحة                  | ألعاب القوى | 110 أمتار حواجز – رجال | 11 أغسطس |
| برونزية   | مجيد السعيد                   | ألعاب القوى | القفز بالزانة – رجال   | 11 أغسطس |

| الرياضة       | الأول | الثاني | الثالث | المجموع |
| ألعاب القوى   | 1     | 0      | 2      | 3       |
| الدراجات      | 0     | 1      | 0      | 1       |
| الكاراتيه     | 0     | 2      | 0      | 2       |
| الكيك بوكسينغ | 0     | 2      | 0      | 2       |
| الرماية       | 3     | 3      | 0      | 6       |
| السباحة       | 1     | 1      | 0      | 2       |
| المجموع       | 5     | 9      | 12     | 16      |